# Pustków Wilczkowski
Pustków Wilczkowski (niem. Stein) – wieś w Polsce położona w województwie dolnośląskim, w powiecie wrocławskim, w gminie Kobierzyce.

## Podział administracyjny
W latach 1975–1998 miejscowość administracyjnie należała do województwa wrocławskiego. W latach 1973-1975 była częścią gminy Jordanów Śląski w powiecie dzierżoniowskim. 
We wsi dawna oficyna dworska z pocz. XIX w.